# Lògica informal
La lògica informal, o lògica no formal, és l'estudi dels arguments, tal com es presenten en la vida diària, en oposició a l'estudi dels arguments en una forma tècnica o artificial, que correspon a la lògica formal. Si la lògica formal és la lògica de la demostració, la lògica informal és la de l'argumentació o del discurs persuasiu. Aquesta part de la lògica es dedica a diferenciar entre formes correctes i incorrectes del llenguatge i pensament quotidià, especialment a l'estudi de la metodologia per a obtenir conclusions que l'auditori troba «lògiques». Parteix del principi que el pensament i el llenguatge humans sovint són incorrectes o tendenciosos. Se li atribueixen els seus inicis a Aristòtil, que va fer el primer estudi que s'ha conservat de les fal·làcies lògiques, de la vida quotidiana.